# Laborel
Laborel ist ein Ort und eine französische Gemeinde mit 114 Einwohnern (Stand: 1. Januar 2022) im Département Drôme in der Region Auvergne-Rhône-Alpes (vor 2016 Rhône-Alpes). Sie gehört zum Arrondissement Nyons und zum Kanton Nyons et Baronnies. Die Einwohner werden Laborellois genannt.

## Lage
Laborel liegt etwa 60 Kilometer nordöstlich von Avignon. Umgeben wird Laborel von den Nachbargemeinden Villebois-les-Pins im Norden, Étoile-Saint-Cyrice im Nordosten, Sainte-Colombe im Osten, Izon-la-Bruisse im Süden, Montauban-sur-l’Ouvèze im Westen sowie Chauvac-Laux-Montaux im Nordwesten.

## Bevölkerungsentwicklung
| Jahr                       | 1962 | 1968 | 1975 | 1982 | 1990 | 1999 | 2006 | 2019 |
| -------------------------- | ---- | ---- | ---- | ---- | ---- | ---- | ---- | ---- |
| Einwohner                  | 138  | 110  | 94   | 102  | 123  | 112  | 102  | 98   |
| Quellen: Cassini und INSEE |      |      |      |      |      |      |      |      |

## Sehenswürdigkeiten

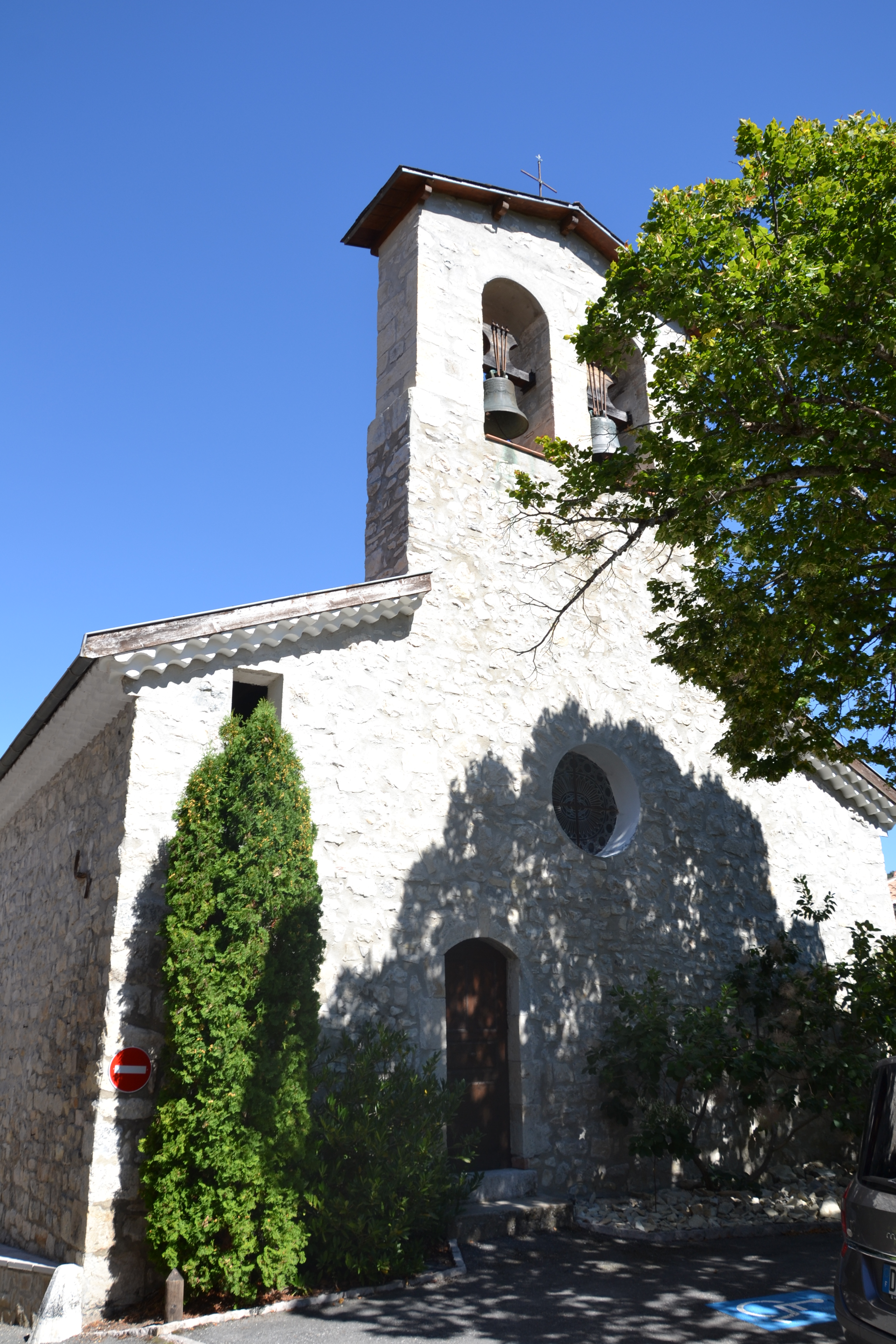
Kirche Saint-Rosaire
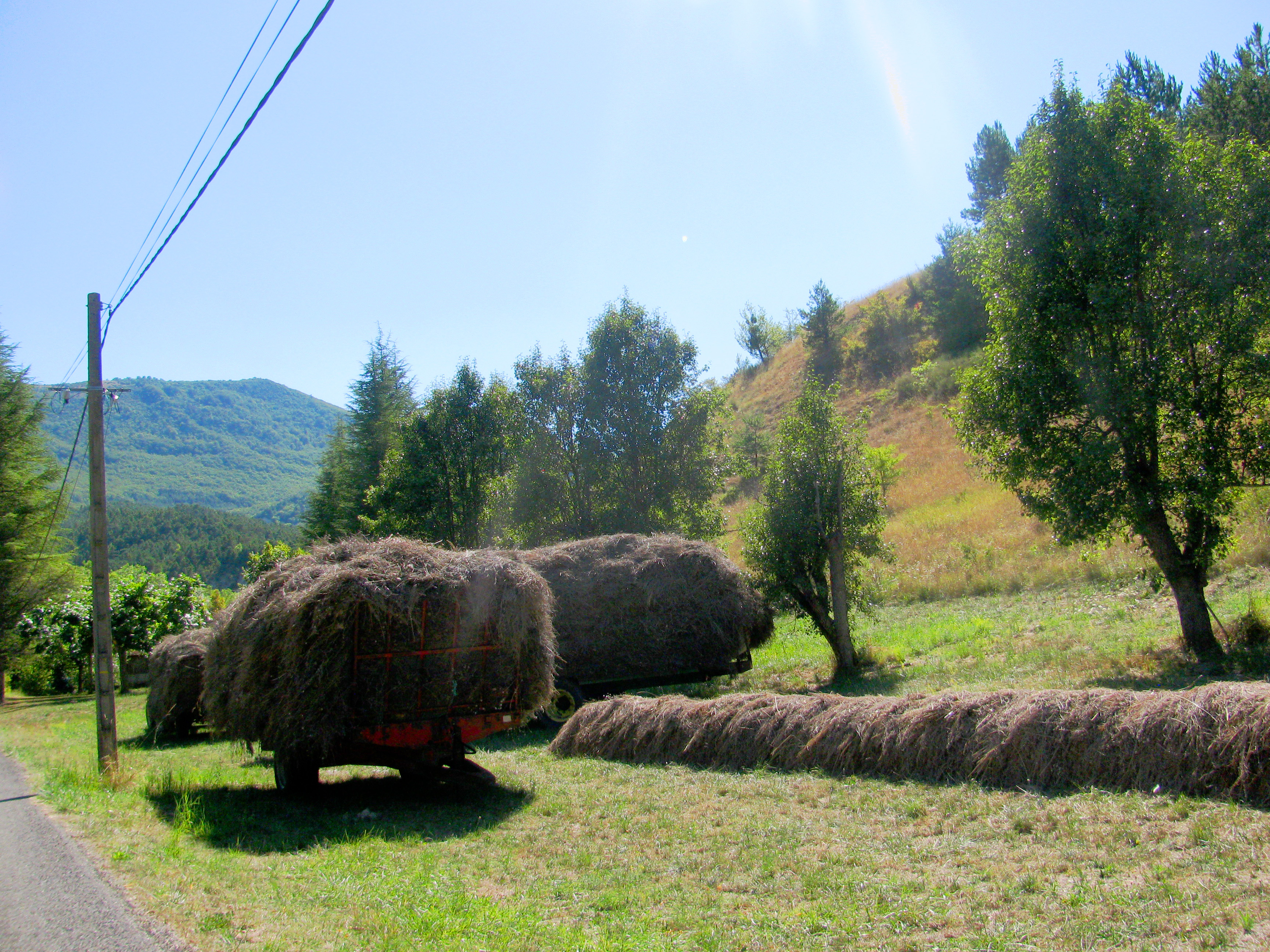
Abtransport der Lavendel-Ernte
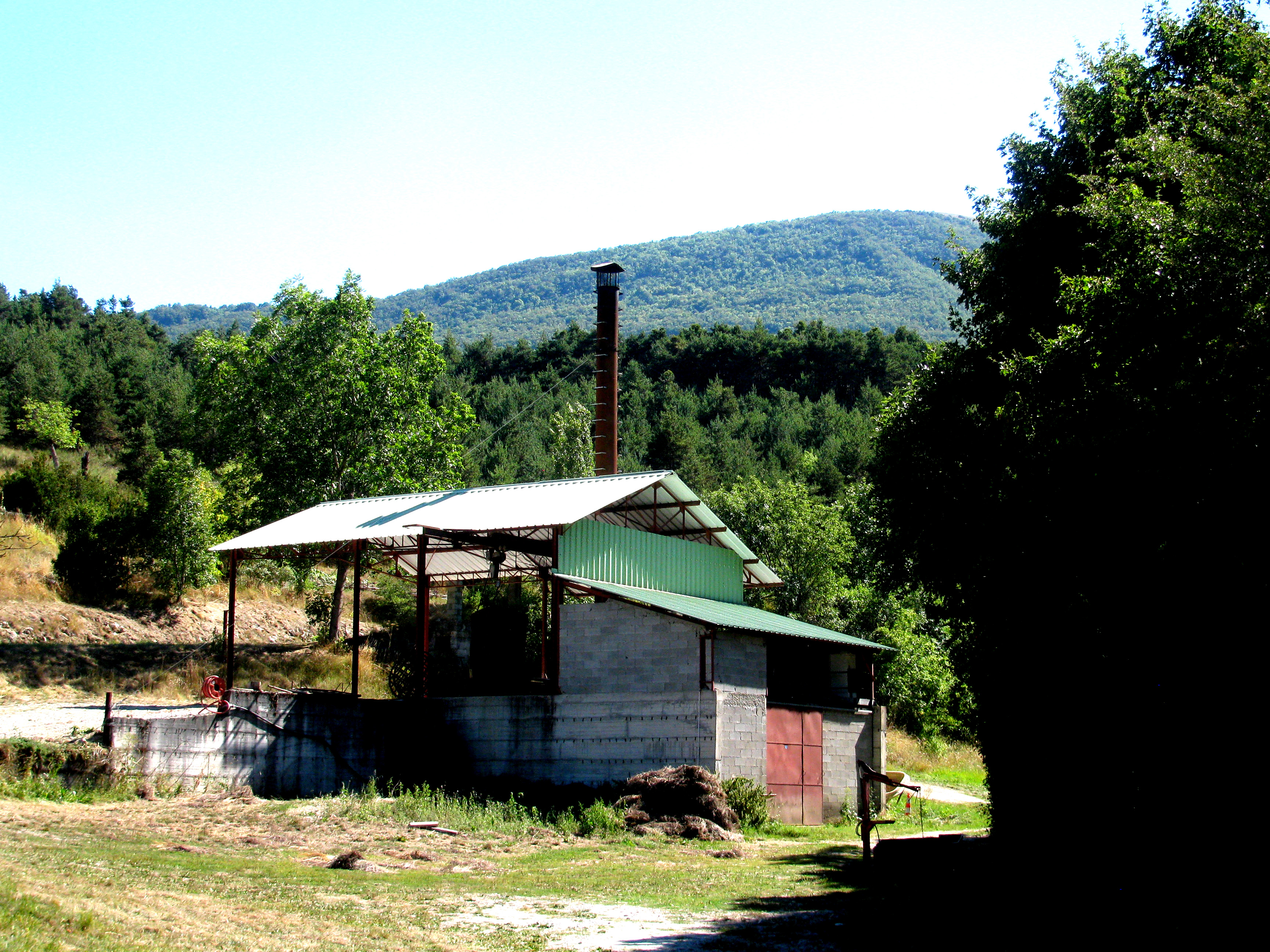
Lavendel-Destillerie in Laborel
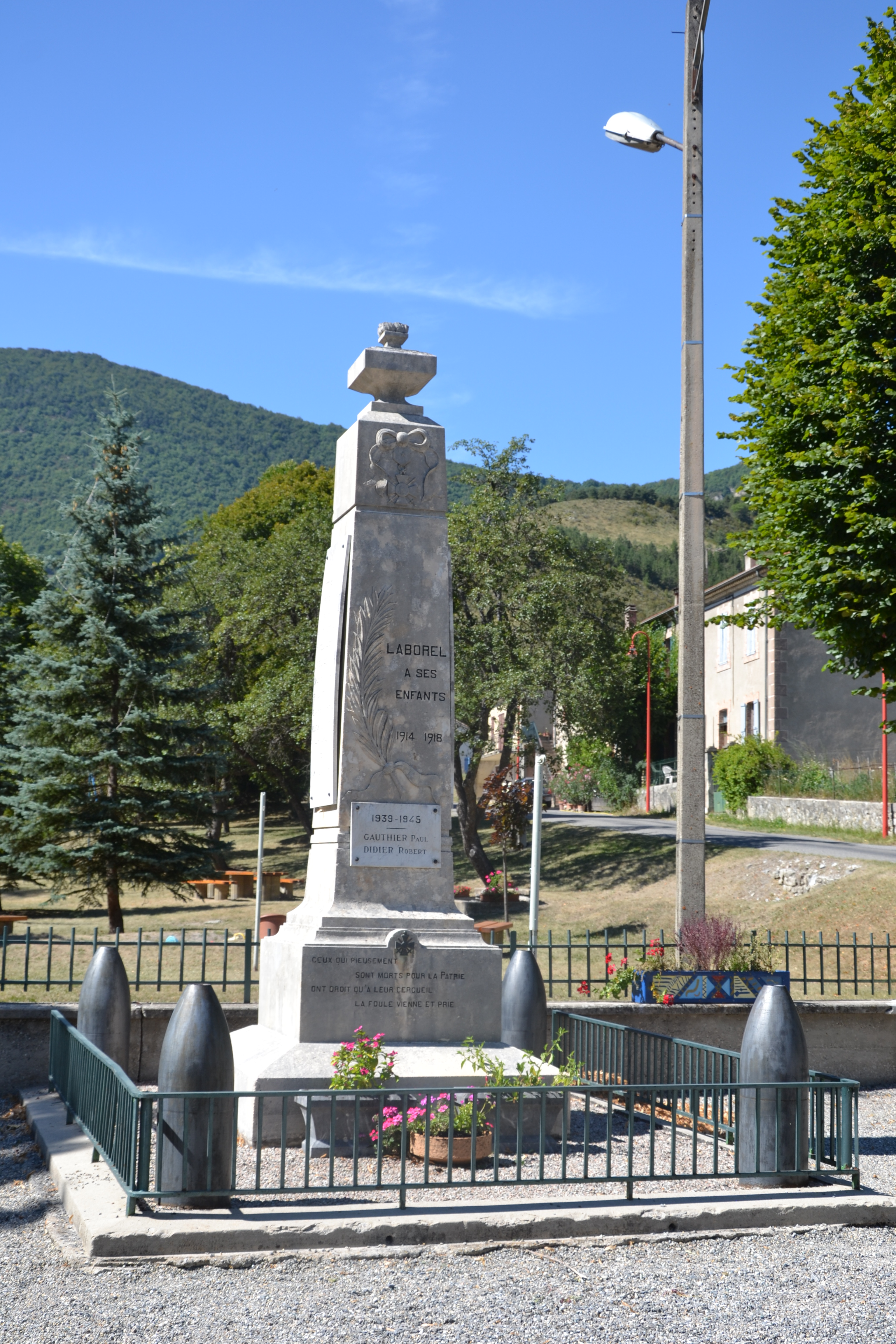
Gefallenendenkmal

- Kirche Saint-Rosaire
- Abtransport der Lavendel-Ernte
- Lavendel-Destillerie in Laborel
- Gefallenendenkmal

## Meteorit
1871 schlug bei Laborel ein 3,83 Kilogramm schwerer Steinmeteorit ein und wurde als Typ H5 klassifiziert.